# Barbora Poláková
Barbora Poláková (Kolín, 3 ottobre 1983) è un'attrice e cantante ceca.
In seguito a una fiorente carriera come attrice in Repubblica Ceca, sia per il grande che per il piccolo schermo, nel 2015 Barbora ha iniziato la carriera di cantante, pubblicando l'album di debutto eponimo Barbora Poláková.

## Biografia
Dopo aver terminato le scuole superiori a Poděbrady, Barbora ha studiato presso la Facoltà di Teatro dell'Accademia di Arti performative di Praga, diventando membro del Teatro di Vinohrady nella capitale ceca. Tra le altre cose, qui nel 2011 parteciperà all'opera teatrale Blonďatá bestie (La bestia bionda) nel ruolo della protagonista, la politica ceca Kristýna Kočí.
Nel mondo della musica, ha partecipato come attrice ai videoclip di Superstar dei Supercrooo e Láska tě spoutá di Petr Med. Nel 2012 ha pubblicato una canzone umoristica, Kráva (Vacca), con il relativo video. Sempre nel 2012, per la sua partecipazione all'opera teatrale Blonďatá bestie vrací úder (La bestia bionda colpisce ancora), ha collaborato con il cantante rock David Koller per la canzone Sami (jsme v prdeli) (Siamo fottuti), nella quale si prende gioco della corruzione politica in Repubblica Ceca.
Barbora ha dato prova delle sue doti da ballerina nel 2012 con la sua partecipazione alla quinta edizione di StarDance ...když hvězdy tančí, la versione ceca di Ballando con le stelle, finendo quarta in coppia con Václav Masaryk.
Nell'estate del 2015 Barbora ha avviato la sua carriera di cantante, pubblicando il singolo Nafrněná (Piena di sé), il cui video ha ottenuto più di 40 milioni di visualizzazioni su YouTube. Il brano ha anticipato l'album di debutto eponimo della cantante, uscito il 20 novembre 2015. L'album ha raggiunto il secondo posto nella classifica degli album più venduti in Repubblica Ceca. Il 29 settembre 2015 a Kladno Barbora Poláková ha dato alla luce una bambina, Ronja, con il suo partner, l'attore Pavel Liška.

## Filmografia

### Cinema
- Kráska v nesnázích, regia di Jan Hrebejk (2006)
- František je děvkař, regia di Jan Prušinovský (2008)
- Lov, regia di Tominno Kelemen (2011)
- Láska je láska, regia di Milan Cieslar (2012)
- Svatá Ctverice, regia di Jan Hrebejk (2012)
- Definice lásky, regia di Ján Sebechlebský (2012)
- Život je život, regia di Milan Cieslar (2015)
- The Good Plumber (Instalatér z Tuchlovic), regia di Tomás Vorel (2016)
- Kvarteto, regia di Miroslav Krobot (2017)
- Krajina ve stínu, regia di Bohdan Sláma (2020)
- Bábovky, regia di Rudolf Havlik (2020)

### Televisione
- Nejlepší je pěnivá, regia di Jan Prusinovský – cortometraggio (2005)
- 3 plus 1 s Miroslavem Donutilem – serie TV (2005)
- Živnostník, regia di Petr Slavík – film TV (2005)
- Dobrá čtvrť – serie TV (2005)
- Kriminálka Anděl – serie TV (2008)
- Soukromé pasti – serie TV (2008–11)
- Okresní přebor – serie TV (2010)
- Dokonalý svět – serie TV (2010)
- Kriminálka Anděl – serie TV (2011)
- Micimutr, regia di Vít Karas – film TV (2011)
- Láska z kontejneru, regia di Katka Šulajová – cortometraggio (2011)
- Základka – serie TV (2012)
- Marta a Věra – serie TV (2014–16)
- Neviditelní – serie TV (2014)
- Az zapadne slunce, regia di Natálie Císarovská – cortometraggio (2014)
- Boj o kolác – serie TV (2015)

## Teatro
- Svrbí. A studio Rubín di Praga (2009)
- Blonďatá bestie. A studio Rubín di Praga (2011)
- Med. A studio Rubín di Praga (2011)
- Blonďatá bestie vrací úder. A studio Rubín di Praga (2012)
- Kabaret Bestie. A studio Rubín di Praga (2013)
- Kafka '24, di Karel František Tománek. Dejvické divadlo di Praga (2014)
- Kakadu, di Karel František Tománek. Dejvické divadlo di Praga (2014)

## Discografia

### Album in studio
- 2015 – Barbora Poláková
- 2018 – Ze.mě

### Singoli
- 2015 – Nafrněná
- 2017 – Po válce
- 2019 – Poď si (feat. Eva Samková)